# طويقان أصفر الحواجب
طويقان أصفر الحواجب (الاسم العلمي: Aulacorhynchus huallagae) (بالإنجليزية: Yellow-browed Toucanet)‏ هو نوع من الطيور يتبع جنس الطويقان الأخضر من الفصيلة الطوقانية.